# Lathyrus transsilvanicus
Lathyrus transsilvanicus är en ärtväxtart som först beskrevs av Spreng., och fick sitt nu gällande namn av Heinrich Gottlieb Ludwig Reichenbach. Lathyrus transsilvanicus ingår i släktet vialer, och familjen ärtväxter. Inga underarter finns listade i Catalogue of Life.